# Göran Nilsson (konstnär)
Karl Göran Nilsson, född 23 maj 1930 i Örebro, död 19 september 2014 i Katarina församling, Stockholm, var en svensk grafiker, tecknare och målare.

## Biografi
Göran Nilsson var uppvuxen i Eskilstuna och flyttade i 20-årsåldern till Stockholm.
Nilsson studerade vid Kungliga konsthögskolan i Stockholm 1952–1957 och därefter vid Rijksakademie van Beeldenden Kunsten i Amsterdam 1958 och Academia de San Fernando Madrid 1958–1959. Han var medlem i IX-gruppen, en sammanslutning av grafiker som var verksam 1964–2000. Nilsson var intendent i Sveriges allmänna konstförening 1976–1995. Han har också varit verksam inom NUNSKU, Nämnden för utställningar av nutida svensk konst i utlandet. Göran Nilsson har utfört emaljmålningar till nya Järvastaden i Stockholm 1973–1974, Sankt Görans sjukhus, Stockholm, 1984–1985 och F 21 Kallax flygplats, Luleå 1986.
Under 20 år vistades han i Mitla i Södra Mexiko. I Oaxacadalen fann Göran Nilsson ett andra hem. Hans bilder från Mexiko uttrycker en sällsynt livsglädje och levnadsro. Vidsträckta landskap, ofta tecknade med svartkrita på amatl, ett handgjort traditionellt mexikanskt barkpapper. 
Bakom hans landskapsbilder ligger ett intensivt medvetande om historiska processer och människors skiftande livsvillkor. Det är aldrig idyll, utan alltid vittnesmål om människors liv och agerande. Göran Nilsson är gravsatt i minneslunden på Skogskyrkogården i Stockholm.
Han var gift med Gerd Lindman, dotter till konstnären Axel Lindman.

## Representerad (urval)
Göran Nilsson finns representerad med måleri eller grafik på Nationalmuseum och Moderna museet, Stockholms stadsmuseum, Göteborgs konstmuseum, Malmö museum, Norrköpings konstmuseum, Kalmar konstmuseum, Smålands museum med flera. Dessutom på Örebro läns landsting, British Museum i London och Museo de la Estampa i Mexico City.